# ورا ورگانی
وِرا ورگانی (ایتالیایی: Vera Vergani؛ ۶ فوریه ۱۸۹۴ – ۲۲ سپتامبر ۱۹۸۹) بازیگر اهل ایتالیا بود که در چندین فیلم صامت هم نقش‌آفرینی نمود. وی مادرِ تهیه‌کننده فیلم لئو پسکارولو بود.
از فیلم‌هایی که وی در آن‌ها نقش داشته است، می‌توان به ترس از عشق اشاره نمود.